# Gomphrena aphylla
Gomphrena aphylla är en amarantväxtart som beskrevs av Johann Baptist Emanuel Pohl och Horace Bénédict Alfred Moquin-Tandon. Gomphrena aphylla ingår i släktet klotamaranter, och familjen amarantväxter. Inga underarter finns listade i Catalogue of Life.